# 非常電話

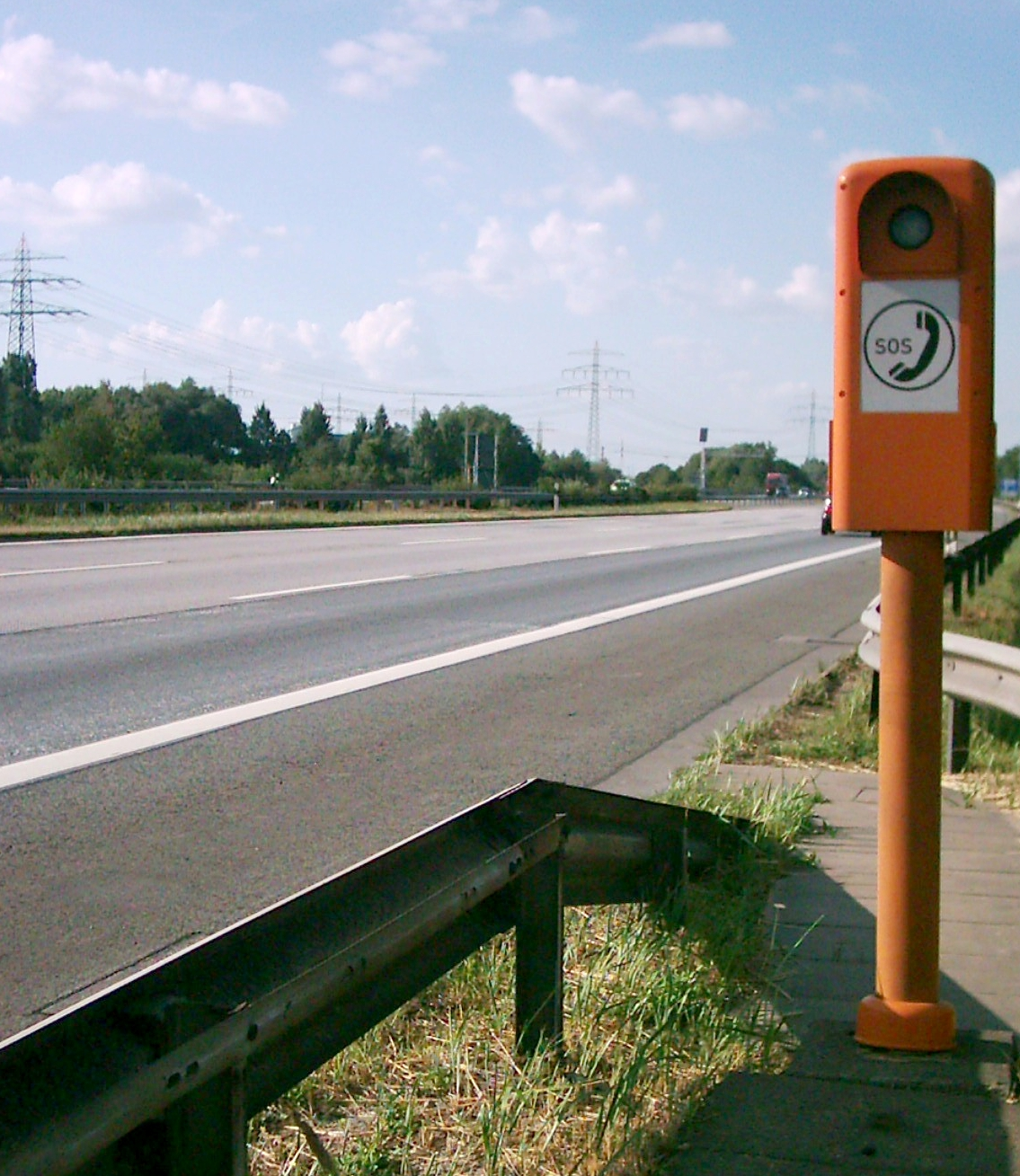
ドイツの高速道路（アウトバーン）に設置された、運転業務者のための非常電話

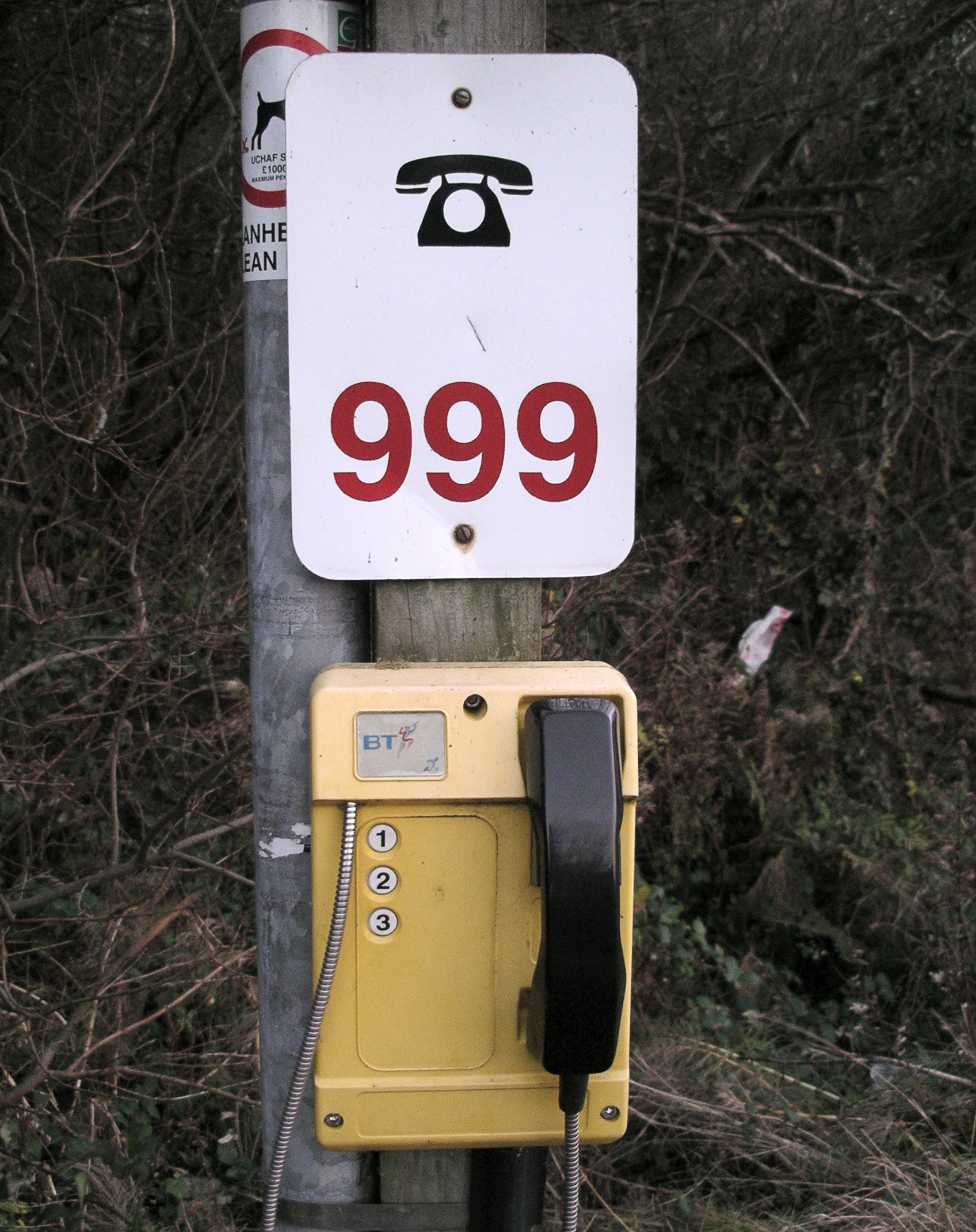
イギリスはウェールズ北部のビーチに設置された、主として行楽客のための非常電話

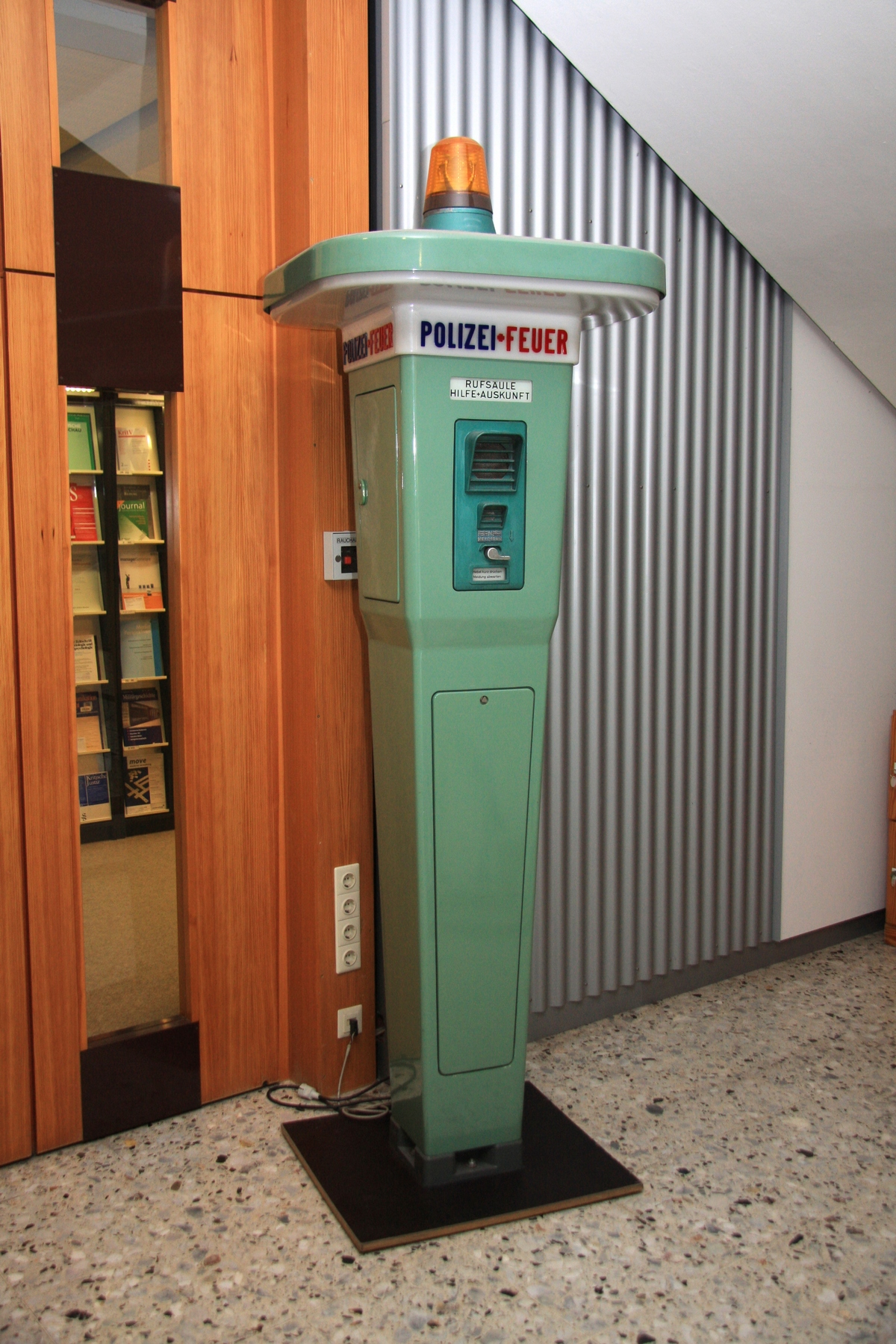
ドイツの学校施設内に設置された、非常電話

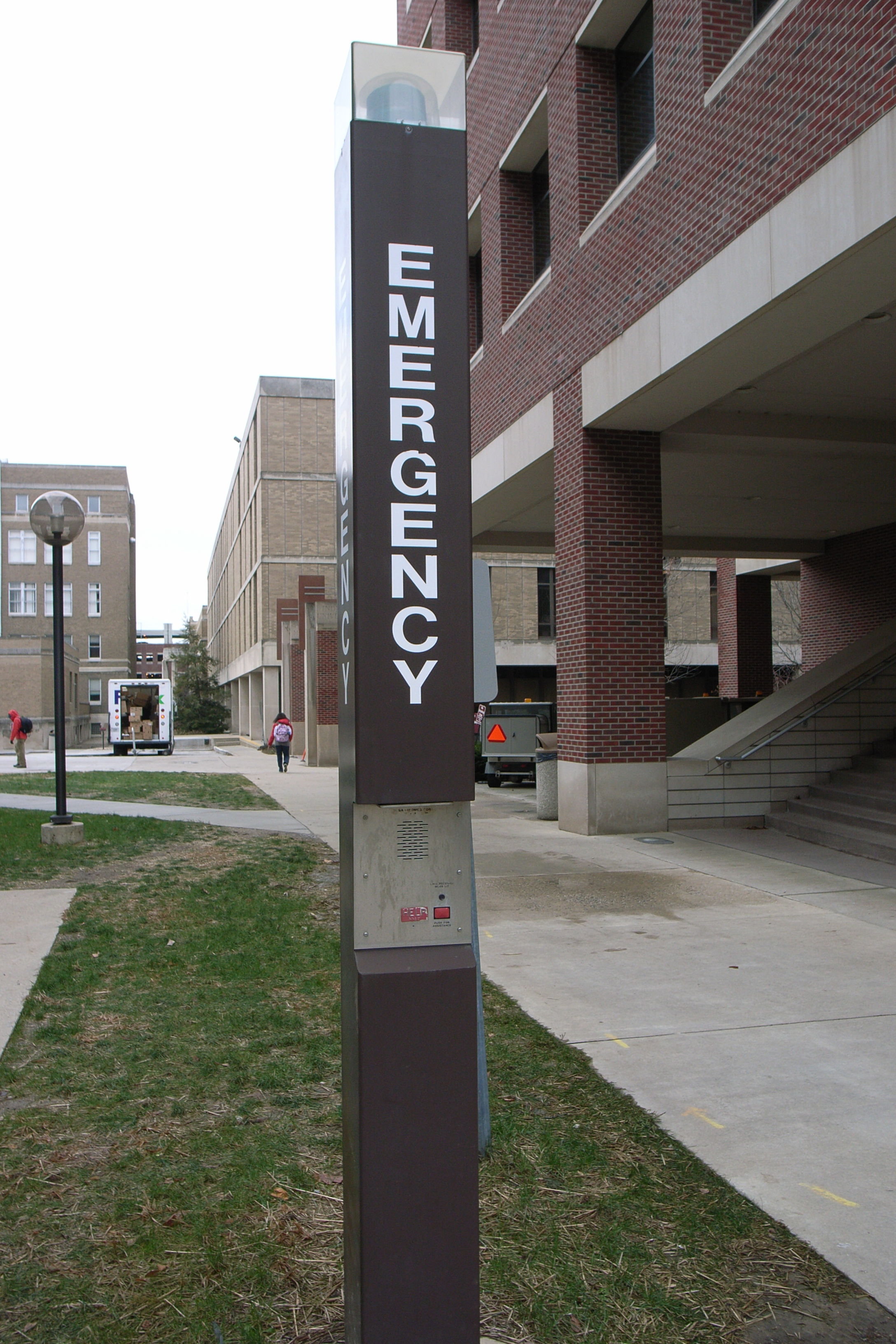
アメリカ合衆国のインディアナ大学-パデュー大学インディアナポリス校構内に設置された非常電話

非常電話（ひじょうでんわ）とは、非常時の緊急通報を使用目的とする、電話による通信設備。特に道路交通関連分野の非常電話は、事故や車両の故障を主とする緊急事態を管制施設に通報することを使用目的とする設備である。

## 欧米の道路施設における非常電話

### ドイツ
ドイツのアウトバーンには事故時に関係者による通報が可能なように非常電話機が設置されている。

### スウェーデン
スウェーデンのトンネル非常用設備設置基準では、延長500m以上のトンネルには消火器と非常電話を設置しなければならないとされている（設置間隔は150m）。消火器や非常電話はトンネル壁面の凹部、壁面に設置された箱、避難路にある扉の内側のいずれかに設置される。
一般的には車両の停止や非常口の開放などが検知された場合はプレアラームが発信され、いくつかが同時に起きると警報が発信される。これに対して非常電話から管制センターへの通報があったときはプレアラームではなく警報が発信される。

### アメリカ合衆国
アメリカ合衆国のマウントベーカートンネルでは火災電話対応を含めて安全対策にドライバーコミュニケーションITSシステムが導入されている。マウントベーカートンネルではトンネル両側に300フィートごとに緊急通報用電話番号911に直接連絡できる非常電話が設置されている。

## 日本の道路施設における非常電話
日本の場合、都市間高速道路では約1 km間隔、トンネル内では約200 m間隔（都市内高速道路はトンネル内100 m間隔、それ以外は50 m間隔）に設置されている。インターチェンジ、サービスエリア・パーキングエリア、非常駐車帯などにも設置される。高速道路以外の道路ではトンネル内に200 m間隔を標準に非常電話を設置する。特に対面通行のトンネルでは片側200 m間隔で千鳥配置する例がある。
非常電話の通話方式は2種類に大別され、通報を道路管理者の管理所で受けてから警察・消防等の関係機関へ連絡する「間接連結方式」と、トンネル内で利用者の判断で通話先を選択して警察・消防等の関係機関へ連絡する「直接連結方式」がある。前者は主に24時間体制で管理を行うトンネルに用いられ、後者では非常電話が使用されたことを道路管理者が把握するための信号が送信される機能などを付加することが多い。高速道路関係は非常電話からの着信に対して受付操作を行い、利用者との会話に応じて警察・消防・レッカー会社など関連機関へ転送を行う間接連結方式が取られている。
トンネル内に設置される非常電話はボックス型と壁掛け型がある。前者は安全かつ明瞭に通話できるメリットがあり、後者は構造上の理由から設置できない場合に設けられる。設置高さは路面または監視員通路面から1.2 - 1.5 mの高さに設置している例が多いが、バリアフリーに配慮して0.8 - 1.2 mの高さに設置している例もある。
非常電話の表示は利用者が遠方からでも位置をわかりやすくするため内照式とするのが一般的で、光源は省電力で長寿命のLEDを採用することが多い。表示内容は標識令で定められている「非常電話」の様式を用いるのが一般的で、トンネルの多様な利用者に配慮して「SOS」の文字やピクトグラムを併記が多く認められる。

### 沿革
名神高速道路は開通当初、トンネル内部を除き事故・故障などの対応連絡は交通パトロールに行うこととなっていた。
日本ではじめて非常電話を路線全体に設置したのは1965年（昭和40年）12月の第三京浜道路開通時である。交通パトロールを減らすことを目的に実施され、名神高速道路での全線設置に向けた試行の側面もあった。
非常電話設置の取り組みは当初の予想以上の利用があり、また社会的に好評であった。そのため、1966年（昭和41年）に名神高速道路にも導入された。このとき、通話先を警察・消防・JAF・公団事務所の4ヶ所をそれぞれワンタッチで選択する直接連結方式（分散方式）が用いられたが、すぐに管制室で全ての受信を受け付ける間接連結方式（集中受付方式）に変更された。
通信方式がIPアドレスを用いるものに変更されてからは非常電話個体で地点の認識が可能となり、この変更に伴い最寄りの交通管制室が何らかの被災を受けてもほかの交通管制室で受付可能となった。

## ギャラリー

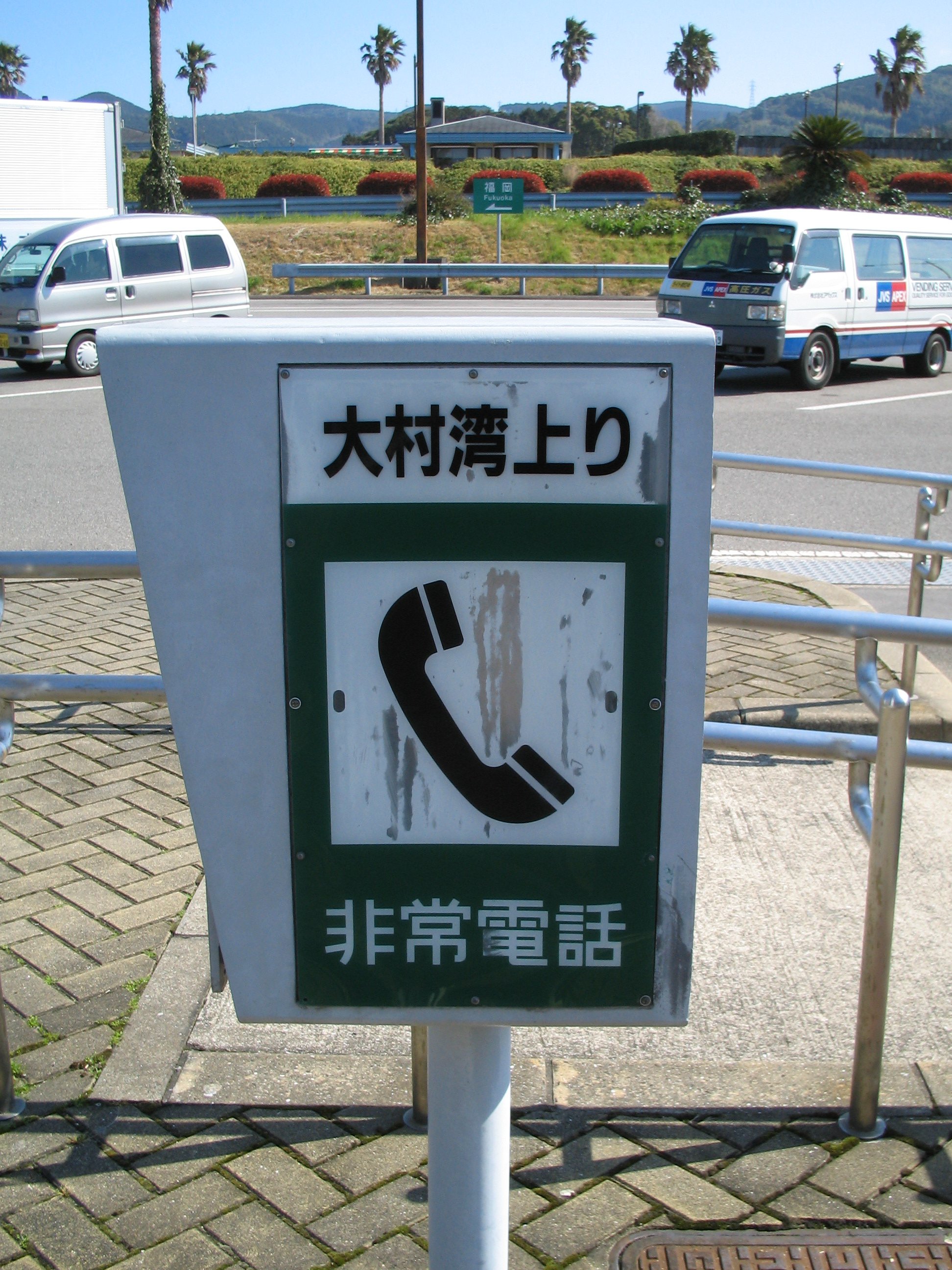
日本の高速道路付属施設内（大村湾パーキングエリア）に設置された、運転業務者や施設使用者のための非常電話
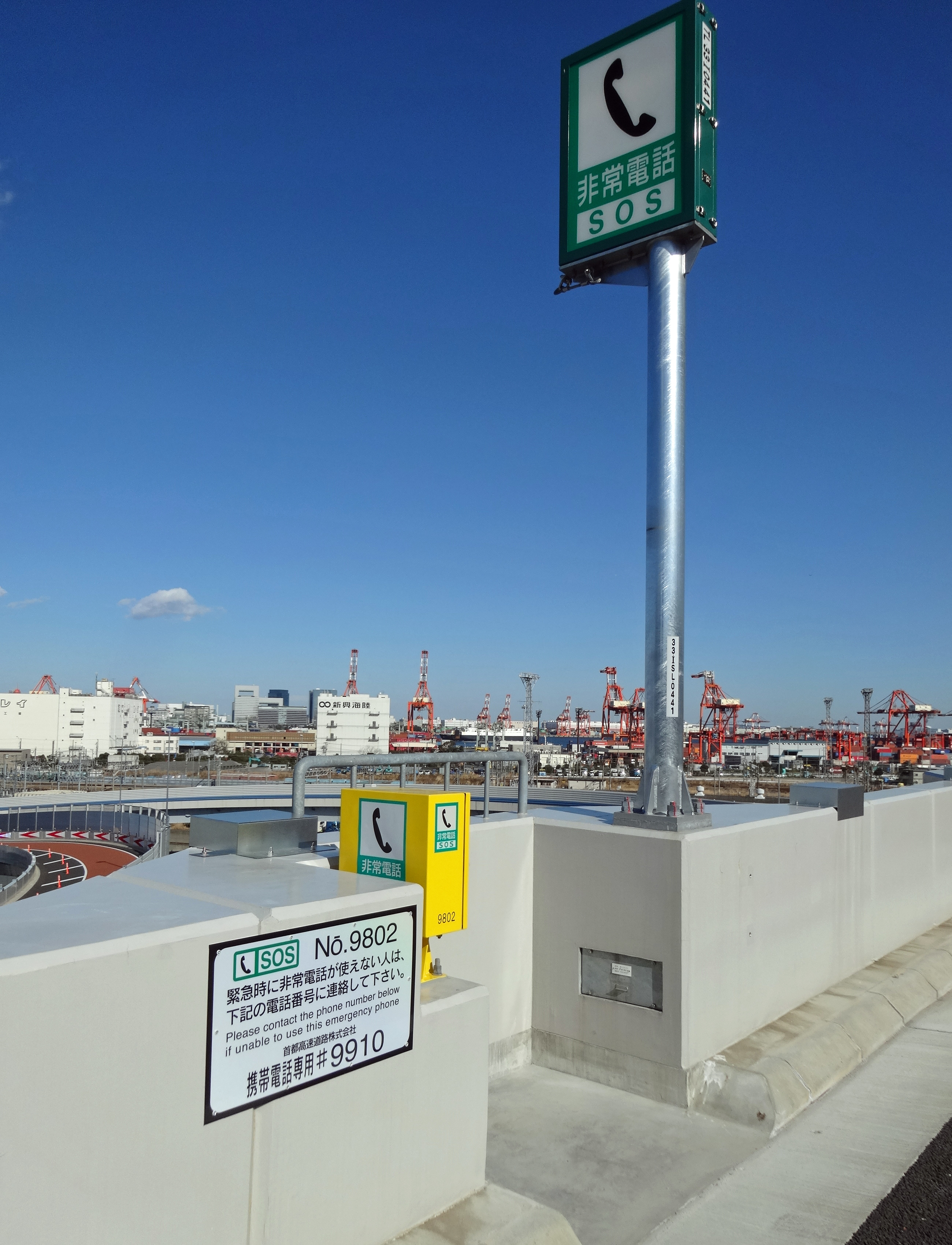
首都高速大井JCT内の非常電話。目立つようにサインポールも立てられている。
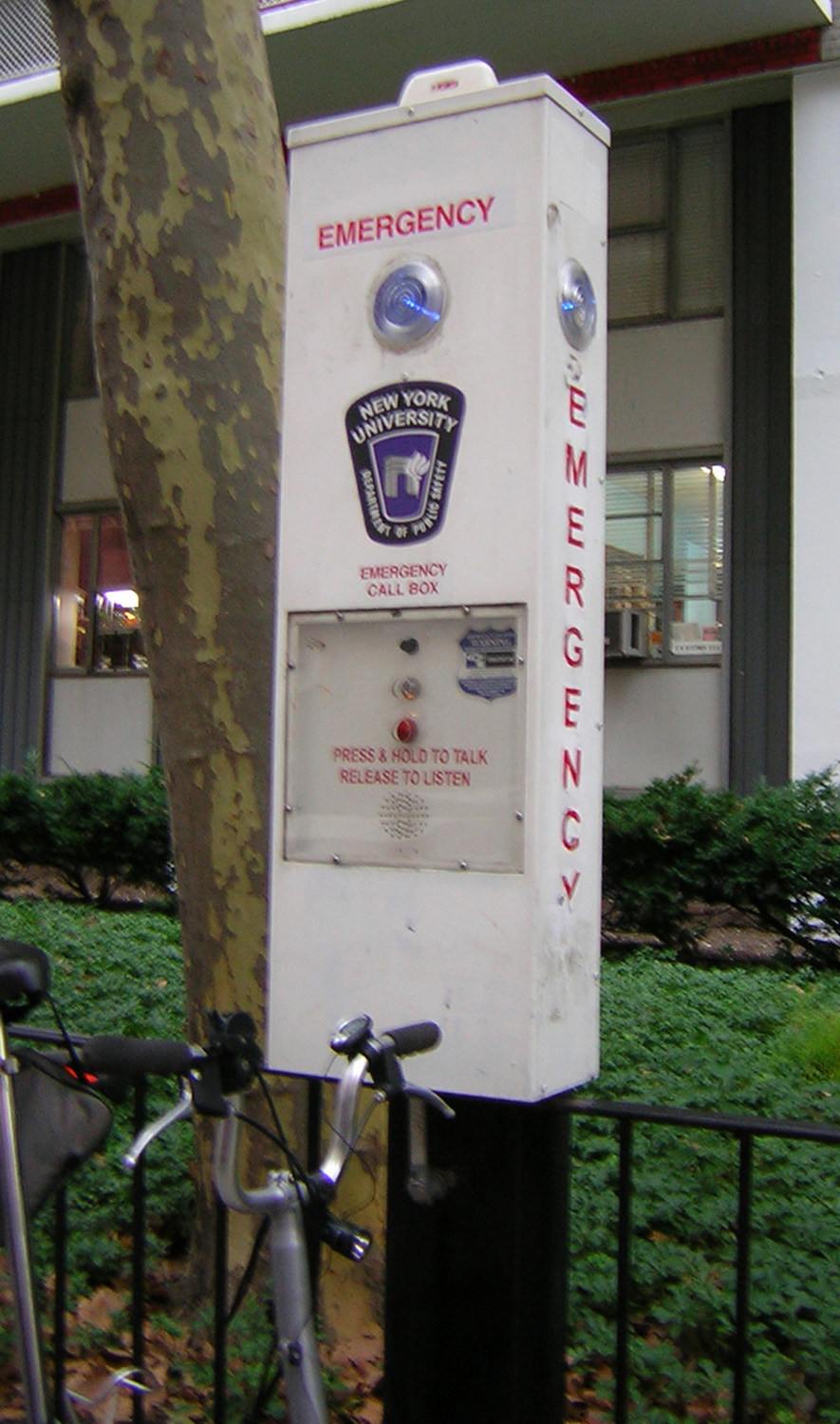
アメリカのニューヨーク大学構内に設置された非常電話
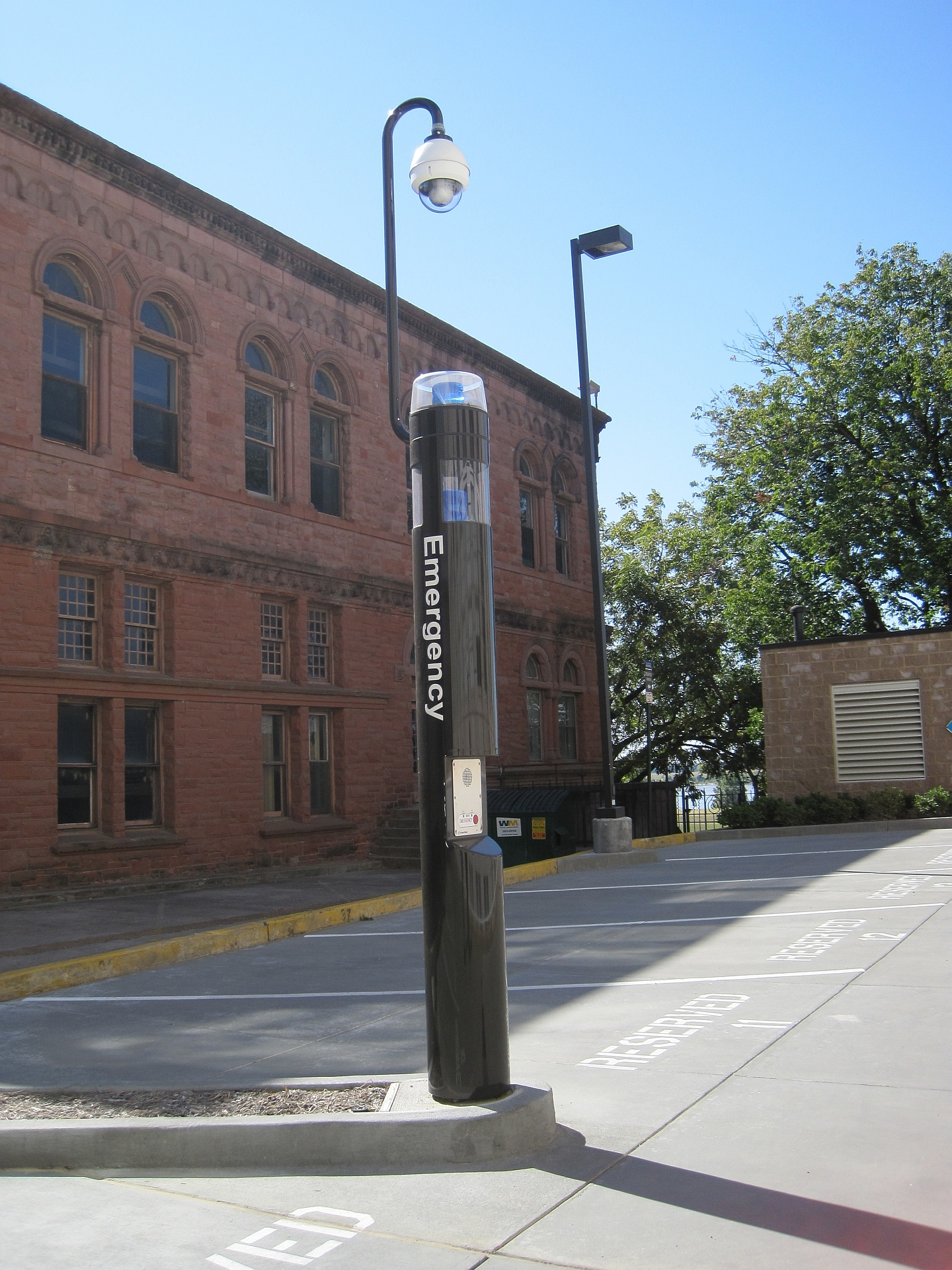
アメリカ合衆国のメンフィス大学構内に設置された、街灯付きの非常電話
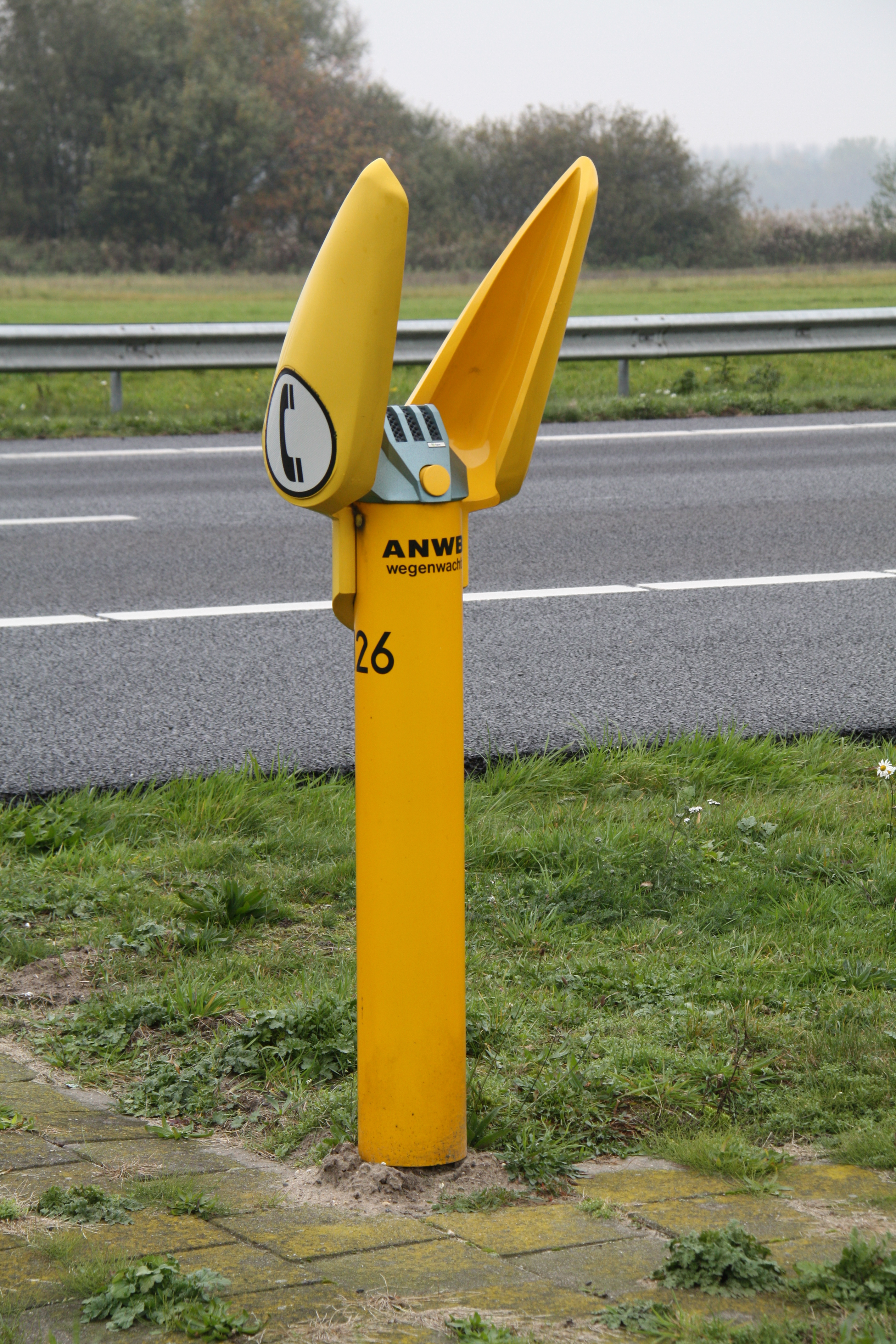
オランダの高速道路に設置された非常電話
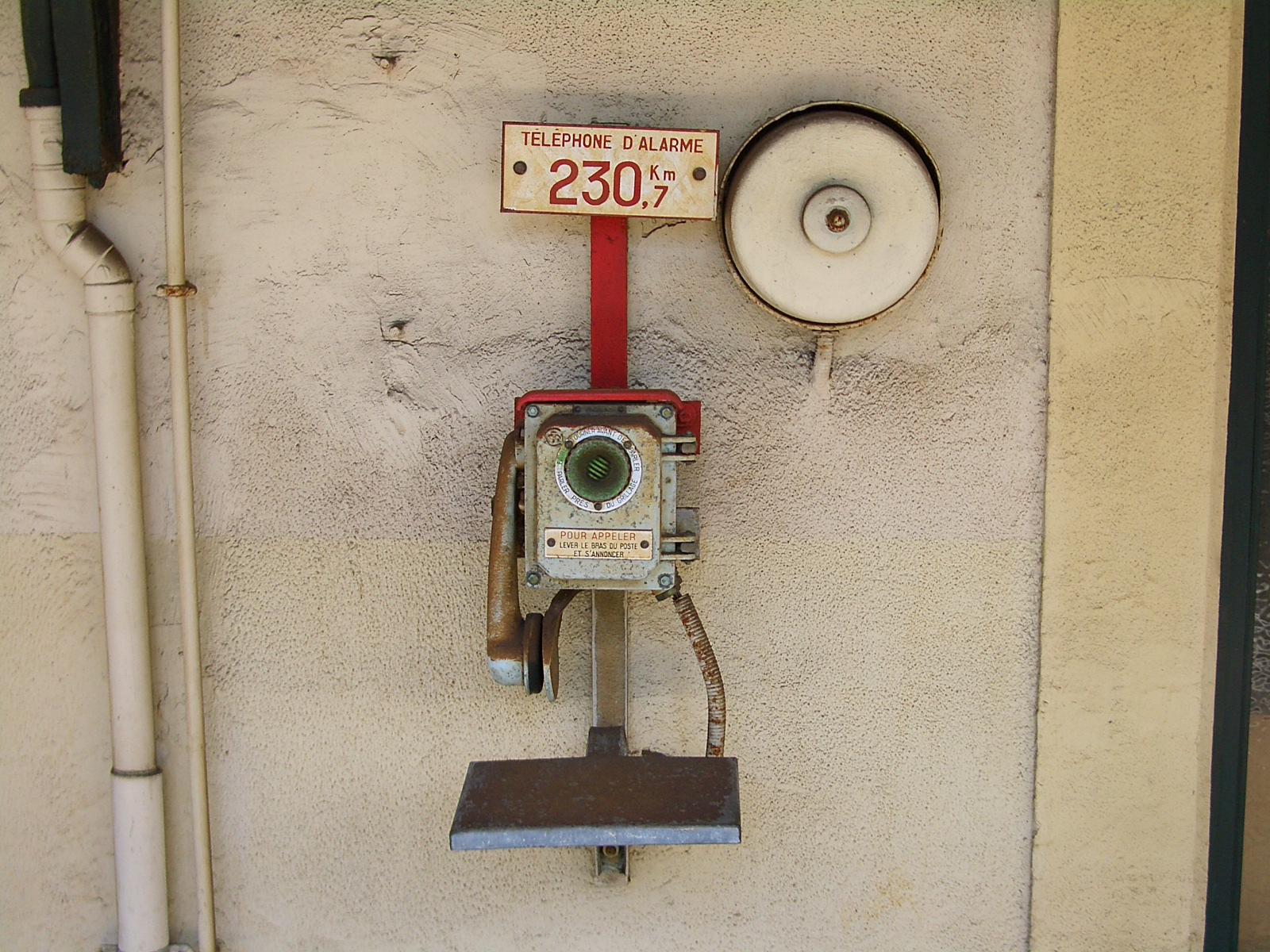
フランスの鉄道駅に設置された非常電話
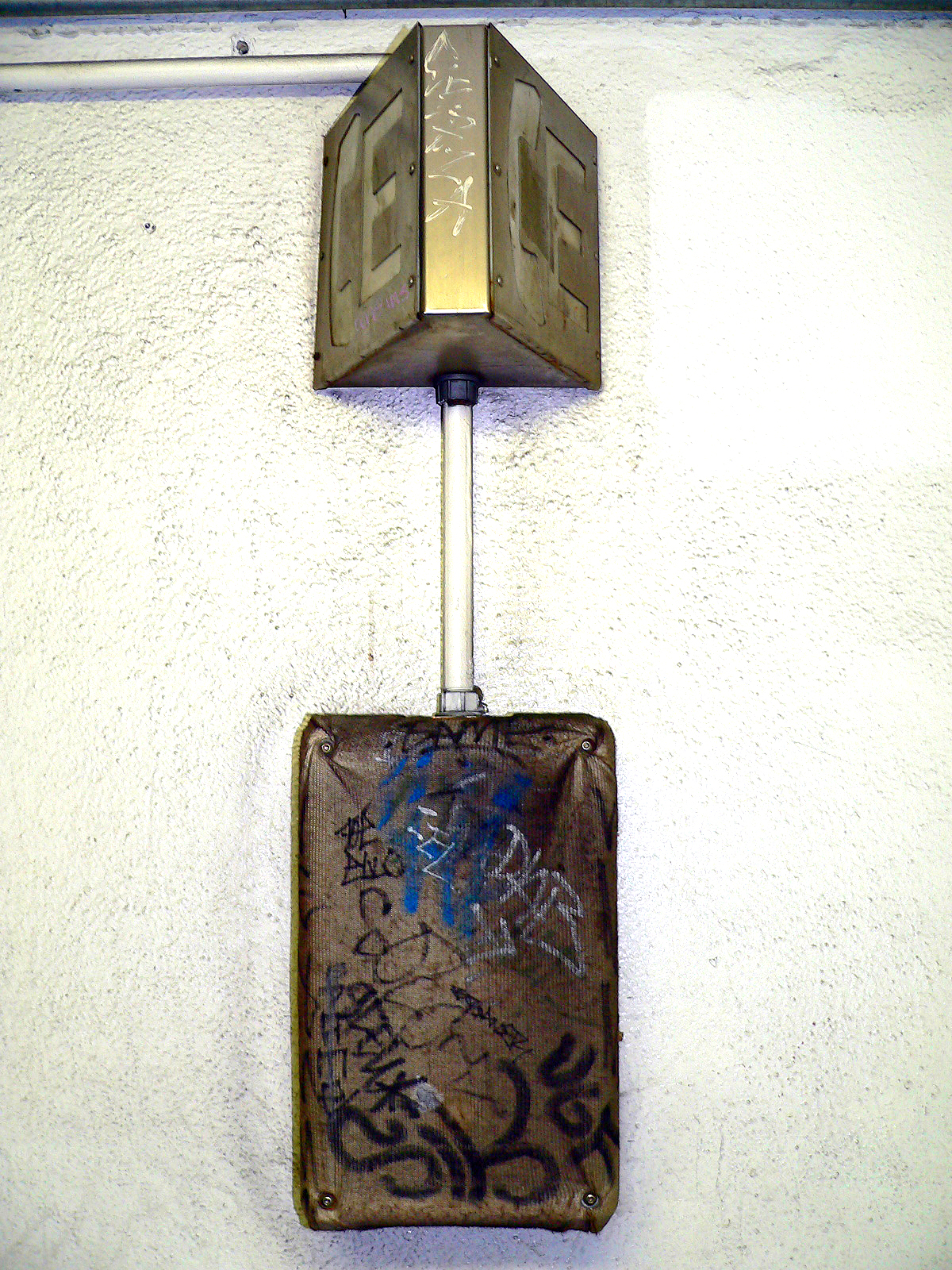
アメリカ・フィラデルフィアの地下鉄駅に設置された非常電話
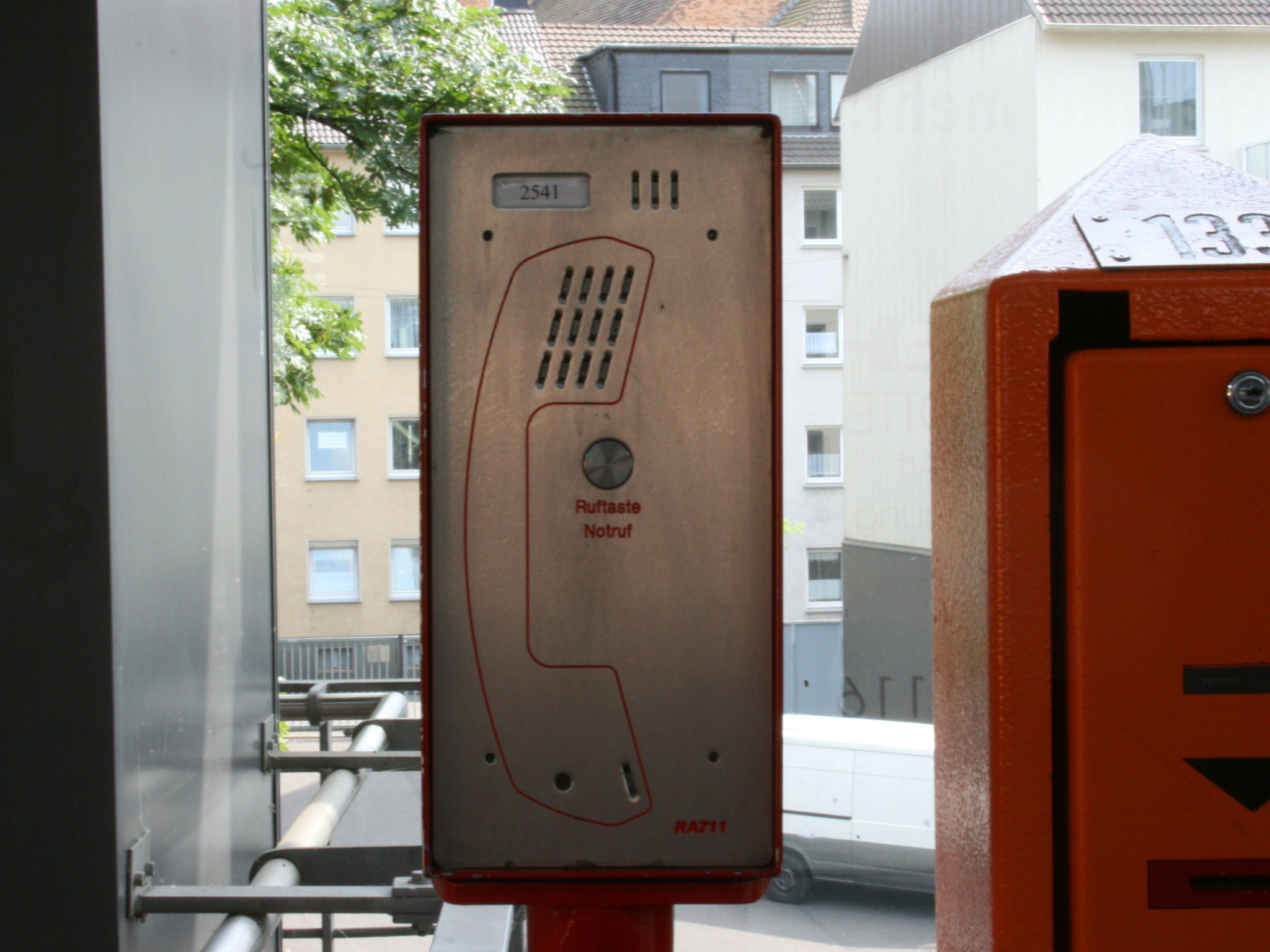
ドイツ・ヴッパータール空中鉄道の駅構内に設置された非常電話（画面中央）